# Динамический диапазон (техника)
Динами́ческий диапазо́н — отношение наибольших значений мощностей сигналов {\displaystyle P_{\text{max}}} или напряжений {\displaystyle U_{\text{max}}} к их наименьшим (отличающихся от нуля) возможным значениям мощностей {\displaystyle P_{\text{min}}} или напряжений {\displaystyle U_{\text{min}}}. Часто динамических диапазон выражается в децибелах:
{\displaystyle D_{P}=10\lg({\frac {P_{\text{max}}}{P_{\text{min}}}})} — по мощности.
{\displaystyle D_{U}=20\lg({\frac {U_{\text{max}}}{U_{\text{min}}}})} — по напряжению.
- Динамический диапазон радиоприёмника — отношение максимальной амплитуды входного сигнала в антенне, приём которого происходит с допустимыми искажениями, к чувствительности приемника[2]. Под чувствительностью приемника понимается минимальный уровень сигнала на входе приёмника, при которой обеспечивается заданный уровень сигнала на выходе приемника или переданная информация воспроизводится с заданным качеством[3].
- Динамический диапазон усилителя — отношение максимального уровня (амплитуды) входного (или выходного) сигнала усилителя (при котором искажения сигнала из-за нелинейности амплитудной характеристики достигают предельно допустимого значения) к минимально допустимому уровню входного (или выходного) сигнала усилителя (при котором обеспечивается заданное превышение полезного сигнала над шумами усилителя)[4][5][6], также называемому чувствительностью усилителя[7].
- Динамический диапазон сигнала — отношение наибольшей мгновенной мощности сигнала к минимальной мощности сигнала, при которой обеспечивается заданное качество передачи[8][9]. Динамический диапазон сигнала не должен превышать динамический диапазон усилителя[10]. Динамический диапазон телефонной речи составляет 20 дБ, речи диктора — 30 дБ, громкой музыки — 120 дБ[11].
- Динамический диапазон канала — отношение допустимой мощности передаваемого сигнала к мощности помехи, присутствующей в канале[12]. В случае, когда динамический диапазон канала меньше динамического диапазона сигнала, на передающем конце выполняется компрессия, а на приемном — экспондирование сигналов. При компрессии большие значения сигнала усиливаются в меньшее число раз чем малые, а при экспондировании — наоборот. Совокупность компрессии и экспондирования называется компандированием[13].
- Динамический диапазон сканера (или диапазон плотности) — разница между самым светлым и самым тёмным участками оригинала, которые сканер в состоянии обработать. Зависит от типа оригинала и его происхождения. Другими словами, динамический диапазон сканера — разность между максимальной и минимальной оптическими плотностями, различаемыми сканером[14].
- Динамический диапазон в фотографии — соотношение между максимальной и минимальной измеримой интенсивностью света (белым и чёрным, соответственно)[15].